# Sida alnifolia
Sida alnifolia är en malvaväxtart som beskrevs av Carl von Linné. Sida alnifolia ingår i släktet sammetsmalvor, och familjen malvaväxter.

## Underarter
Arten delas in i följande underarter:
- S. a. microphylla
- S. a. obovata
- S. a. orbiculata